# Хаугесун
Ха̀угесюн (на норвежки: Haugesund) е град и едноименна община в Южна Норвегия. Разположен е на брега на Северно море във фюлке Ругалан на около 40 km северно от Ставангер. Основан е през 1855 г. Има пристанище и летище, което се намира на остров Кармьой. Население около 42 100 жители според данни от преброяването към 1 юли 2008 г.

## История
Въпреки че е доста млад град, районите около Хаугесунд са били земя на власт по време на епохата на викингите. Харал Прекраснокосия е първият крал на Норвегия. Той има свой дом в село Авалдснес, известено също като „Родината на викингските крале“ /Homeland of the Viking Kings/, само на 8 км от настоящия град. След смъртта му през 940 г. се смята, че Прекраснокосия е погребан в Харалдшауген, надгробна могила, съседна на протока Кармсундет. Това място е съименник на общината на Хаугесунд. Националният паметник в Харалдсьоген е издигнат през 1872 г., за да отбележи 1000-годишнината от битката при Хафрсфьорорд през 872 г. 
Хаугесунд има силна историческа връзка с морето и особено с херингата. В по-ранните години крайбрежните води на Хаугесунд са били огромен източник за риболов на херинга и градът съответно се разраства. Защитният пролив на Смедазунд и Кармсунд дава потенциал на града да се развие, както в риболова, така и в корабоплаването. Дори и до днес Кармсунд е един от най-натоварените водни пътища в Норвегия. Градът все още расте географски, въпреки че населението се е увеличило умерено през последното десетилетие. Сега херингата е изчерпана и градът се обръща към петролната индустрия, подобно на съседния си град, Ставангер.

## География и климат
Община Хаугесун има брегова линия със Северно море, но остров Карми и архипелага Ревар я приютяват от бурните води на океана. Проливът Кармсунд, разположен между Карми и Хаугесун, е много стратегически важен, тъй като корабите могат да преминават, без да се налага да плават през тежкото море. Центърът на Хаугесунд има отличително улично оформление, подобно на тези, които се намират в Кристиансан и Осло. В общината има няколко острова. Ризей и Хасельой са гъсто построени и свързани с континента чрез мостове. Рьор, който се намира по-далеч и се състои от редица острови, също е населен и свързан с континента с ферибот. Вибрандсьой и съседните му острови сега са предимно зона за отдих. Реварсхолмен фар се намира точно до брега на главния остров Ревар. В общината са разположени езерата Вигдарватне и Стаказадватне.
Хаугесунд има океански климат с дъждовни зими и меки и приятни лета.  Най-високата регистрирана температура е 31,2 °C през юли 2019 г., а най-ниската - - 16,6 °C през януари 2010 г. Най-влажното време на годината е есента и зимата, а април-юли е най-сухият сезон. Летище Хаугесунд се намира в община Карми, на около 8 километра от град Хаугесунд, и записва метеорологични данни от 1975 г. насам.

## Градски пейзаж
Кметството на Хаугесунд е построено през 1931 г., празнувайки 75-ата си годишнина през 2006 г. Розовото кметство, проектирано от Гудолф Блакстад и Херман Мунте-Каас, е една от най-добрите неокласически сгради в Норвегия и е избрана за най-красивата сграда в Хаугесун. Сградата е включена и в новото норвежко издание на играта „Монополи“, след проведен национален вот. Сградата не може да бъде променяна по никакъв начин без разрешение от националната агенция за опазване. Тя е с изглед към градския площад и парк, който е открит на 28 август 1949 г.
През последните 20 години общината е установила позицията на основен търговски център за региона Хаугалан и южните части на окръг Вестландия. Тя има няколко относително големи търговски центъра, но това води до спад в търговската дейност в центъра на града.
Има няколко църкви в град Хаугесунд, включително църквата „Вер Фрелсерс“, църквата „Удланд“, църквата „Роскабе“ и църквата „Скаер“.

## Спорт
Представителният футболен отбор на града носи името ФК Хаугесюн. Играл е в най-горните две нива на норвежкия футбол.

## Побратимени градове
- Юстад Швеция